# Anna Rosvall
Anna Thyra Gunhild Rosvall (i riksdagen kallad Rosvall i Dösjebro), född 30 januari 1911 i Malmö Karoli församling, död 8 oktober 2004, var en svensk politiker. Hon var ledamot av riksdagens första kammare 1964 för Malmöhus läns valkrets.